# Chris Zylka
Campbell Scott (Howland Township, 1985. május 9. –) amerikai színész és modell.
A legismertebb alakítása Tom Garvey A hátrahagyottak című sorozatban.

## Fiatalkora
Howland Townshipban született és nevelkedett. Művésznevét édesanyja leánykori nevéről, Zylkáról vette fel. Édesanyja nevelte fel, és soha nem találkozott biológiai apjával. 2003-ban végzett a Howland High Schoolban. Két évig a University of Toledo intézményében tanult művészetet, de otthagyta az iskolát, hogy gondoskodhasson nagyapjáról, aki hirtelen megbetegedett. Nagyapja Ukrajnából származik. 19 évesen Los Angelesbe költözött, hogy színészi karriert építsen. Érkezése után hat hónapig hajléktalan volt, és autójában élt egy burbanki 7-Eleven parkolójában. Éttermekben kezdett dolgozni, ahol felfigyelt rá Jon Simmons menedzser és színészedző.

## Pályafutása
Színészi karrierje 2008-ban indult, amikor vendégszereplőként tűnt fel Jason szerepében a 90210 című tinidráma-sorozatban.  Ezután visszatérő szerepet kapott a Mindenki utálja Christ! című sorozatban, emellett vendégszereplőként feltűnt olyan televíziós műsorokban is, mint a Hannah Montana, a Született szinglik és a Zeke és Luther. 2010-ben Thor szerepét alakította a Nagy badabumm című misztikus vígjátékfilmben, amelynek premierje a 2010-es cannes-i fesztiválon volt.
Két, állattámadásokra épülő horrorfilmben is főszerepet játszott: a Cápák éjszakája című cápás thrillerben, valamint a Piranha 3DD című folytatásfilmben. 2012-ben Flash Thompsont alakította A csodálatos Pókember című szuperhősfilmben. Ugyanebben az évben Jake Armstrong szerepében volt látható a The CW természetfeletti drámasorozatában, The Secret Circle-ben.  2015-ben főszerepet játszott a Dixieland című bűnügyi drámában. 2014 és 2017 között Tom Garvey szerepét játszotta az HBO A hátrahagyottak című természetfeletti drámasorozatában. Alex Lachant alakította a Lifetime I Killed My BFF című televíziós filmjében. Chuck Harris szerepét játszotta a Novitiate című drámai filmben. Will Jefford Jr. szerepét alakította John F. Donovan halála és élete című filmdrámában, amelyet 2018 szeptemberében mutattak be. 2019 áprilisában visszatérő szerepet kapott a USA Network tinidráma-sorozatában, Riválisokban. Felnőtt Ray szerepét alakította a Sorry or What Could Have Been című rövidfilmben, amelyben Paris Hiltonnal játszott együtt.
2021-ben Oliver szerepét alakította a Killer Infatuation című thriller televíziós filmben, amelyet Oklahoma Cityben forgattak.

## Magánélete
Egy ideig Lucy Hale színésznővel járt, de kapcsolatuk 2012 szeptemberében véget ért. 2014 áprilisában eljegyezte modell barátnőjét, Hanna Beth Merjost, de a pár 2015 elején felbontotta az eljegyzést. 2018 januárjában eljegyezte Paris Hiltont, amikor egy aspeni vakáción egy 2 millió dollár értékű gyűrűvel kérte meg a kezét. Az eljegyzést azonban 2018 novemberében felbontották. Több tetoválása is van, köztük egy "Mom" felirat egy szívben, "an angel gone bad" és egy gorilla.

## Filmográfia

### Film
| Év   | Magyar cím                      | Eredeti cím                         | Szerep           | Magyar hang  |
| ---- | ------------------------------- | ----------------------------------- | ---------------- | ------------ |
| 2009 |                                 | The People I've Slept With          | Mr. Hottie       |              |
| 2010 | Nagy badabumm                   | Kaboom                              | Thor             |              |
| 2011 | Cápák éjszakája                 | Shark Night                         | Blake Hammond    | Moser Károly |
| 2012 | Piranha 3DD                     | Piranha 3DD                         | Kyle             | Czető Roland |
| 2012 | A csodálatos Pókember           | The Amazing Spider-Man              | Flash Thompson   | Gacsal Ádám  |
| 2015 |                                 | Freaks of Nature                    | Chaz Jr.         |              |
| 2015 |                                 | Bare                                | Haden            |              |
| 2015 |                                 | Dixieland                           | Kermit           |              |
| 2016 |                                 | Welcome to Willits                  | Jeremiah         |              |
| 2017 |                                 | Novitiate                           | Chuck Harris     |              |
| 2018 | John F. Donovan halála és élete | The Death & Life of John F. Donovan | Will Jefford Jr. |              |
| 2024 |                                 | Model House                         | Thomas           |              |
| 2024 |                                 | Upon Waking                         | Dr. Pomeranz     |              |

### Televízió
| Év         | Magyar cím                   | Eredeti cím                      | Szerep             | Megjegyzések   |
| ---------- | ---------------------------- | -------------------------------- | ------------------ | -------------- |
| 2008       | Mindenki utálja Christ!      | Everybody Hates Chris            | különböző karakter | 3 epizód       |
| 2008, 2013 | 90210                        | 90210                            | Jason              | 2 epizód       |
| 2009       | Hannah Montana               | Hannah Montana                   | Gabe Lamotti       | 2 epizód       |
| 2009       | Született szinglik           | Cougar Town                      | BJ                 | 1 epizód       |
| 2009       |                              | My Super Psycho Sweet 16!        | Brigg Jenner       | tévéfilm       |
| 2009–2010  | 10 dolog, amit utálok benned | 10 Things I Hate About You       | Joey Donner        | mellékszereplő |
| 2009–2010  | Zeke és Luther               | Zeke and Luther                  | Doyce Plunk        | 3 epizód       |
| 2010       |                              | My Super Psycho Sweet 16: Part 2 | Brigg Jenner       | tévéfilm       |
| 2011       | Tini kísértet                | Teen Spirit                      | Nick Ramsey        | tévéfilm       |
| 2011–2012  |                              | The Secret Circle                | Jake Armstrong     | főszereplő     |
| 2012       |                              | My Super Psycho Sweet 16: Part 3 | Brigg Jenner       | tévéfilm       |
| 2013       |                              | Twisted                          | Tyler Lewis        | 3 epizód       |
| 2013       | Vérvonal                     | Bloodline                        | Troy Robbins       | tévéfilm       |
| 2014–2017  | A hátrahagyottak             | The Leftovers                    | Tom Garvey         | főszereplő     |
| 2015       |                              | I Killed My BFF                  | Alex Lachan        | tévéfilm       |
| 2019–2020  | Riválisok                    | Dare Me                          | Kurtz              | mellékszereplő |
| 2021       |                              | Killer Infatuation               | Oliver             | tévéfilm       |